# Битва при Кластидії
Битва при Кластидії — битва, що відбулась у 222 р. до н. е. поблизу Кластидії(сучасне італійське місто Кастеджо у регіоні Ломбардія, провінція Павія) між римською республіканською армією, очолюваною консулом Марком Клавдієм Марцеллом, та кельтським племенем інсубрів на чолі з вождем Віридомаром. В результаті бою римляни здобули абсолютну перемогу, а їх командувач Марцелл здобув Spolia opima, вбивши вождя Віридомара.

## Передумови битви
У 223 р. до н.е., по завершенню успішної кампанії консулів  Публія Фурія Філа та Гая Фламінія проти інсубрів, кельтське плем'я направило посольство до римського сенату з проханням про мир на будь-яких умовах. Сенат був схильний до миру, проте новообраний інтеррексами консул Марк Клавдій Марцелл та його співправитель Гней Корнелій наполягали на продовженні війни(За Плутархом, Марцелл "збуджував народ до війни"). Отримавши відмову у мирній угоді, інсубри поновили військові дії.Заручившись підтримкою тридцяти тисяч гезатів, цар Віридомар вирушив до Ацерри- міста поблизу річки Пад, де він з частиною гезатів (близько 10 тис.) спустошував прилеглі місця.. Навесні римляни направили свої війська на землі інсубрів та взяли в облогу Ацерри.
Інсубри не змогли допомогти обложеним, оскільки всі вигідні позиції вже були зайняті римлянами, тому з метою завершення облоги кельтське плем'я  вирішило переправили частину свого війська через Пад до Кластидії. Варто зазначити, що античні автори надають різні відомості щодо підпорядкованості міста в цей період конфлікту. Полібій повідомляє, що місто було обложено інсубрами, в той час, як Плутарх пише  про підкорення міста римлянами незадовго до битви:
|  | Інсубри... з метою покласти край облозі.. переправили частину свого війська через Пад у землю андрів і повели облогу так званої Кластідії. |

|  | Ні вдень, ні вночі він не зупинявся на дорозі до того часу, як наздогнав десять тисяч гезатів у Кластідії , містечка галльського, яке незадовго до того підкорилося римлянам. |

## Хід битви

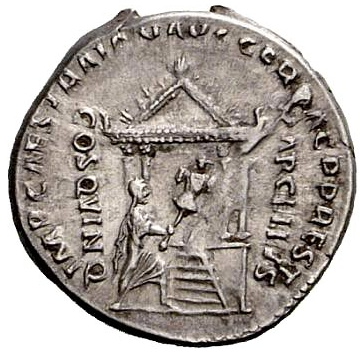
Реверс монети із зображенням фігури Марцелла перед храмом Юпітера Феретрія. В руках Марцелл підносить трофей, здобутий в двобої з Віридомаром.

Коли консули дізналися про частковий  відхід ворога до Кластидії, Марцелл поспішно вирушив з двома третинами своєї кавалерії (приблизно 3200 осіб) і невеликим загоном найсильнішої піхоти, щоб замінити обложених.Тим часом Гней Корнелій з більшою частиною армії залишився підтримувати облогу Ацерри.Як тільки інсубри дізналися про прибуття римлян, то зняли облогу і вирушили їм назустріч, вишикувавшись у бойовий порядок.  У відповідь Марцелл повів свої ескадрони кінноти вперед і спробував обійти їх з флангу, витягнувши крила в тонку лінію, поки  не опинився недалеко від ворога.В той момент, коли Марцелл хотів розпочати бій, його кінь несподівано злякався шуму та повіз свого вершника назад.Аби ця подія не викликала у римлян занепокоєння, Марцелл різко потягнув коня ліворуч, повернув його кругом  і вклонився Сонцю — щоб показати воїнам, що не випадково, але з наміром повернув він коня, аби вклонитися богам.Після того Марцелл при нападі на ворогів молився Юпітеру Феретрію і дав обітницю присвятити йому чудові обладунки ворогів. 
Тим часом Віридомар їхав попереду своїх людей і кинув виклик римському консулу на двобій. Марцелл погодився. Спершу консул сильним ударом списа пробив броню Віридомара та скинув його з коня, а потім, нанісши ще два удари, вбив.Таким чином здобувши Spolia opima, Марцелл схопив зброю ворога і засвідчився Юпітеру:
|  | Потім зіскочив з коня, схопив обома руками зброю мертвого і, дивлячись на небо, сказав: «О ти, що дивиться в боях і битвах на подвиги воєначальників і вождів, Юпітер Феретрій! Тобою свідчуся, що я третій римський начальник і полководець, що своєю рукою умертвив третього начальника і царя ворожого і приносить тобі перші й найпрекрасніші користі. Але ти даруй нам, що молять тебе, подібне щастя і на всі продовження цієї війни». |

Підбадьорена, римська кіннота кинулася на галльську кавалерію та піхоту, яка спочатку стояла непохитно, але була оточена як у тилу, так і з флангу, і була розгромлена. Тисячі галлів були вбиті під час погоні, багато хто потонув у річці По.

## Наслідки
Знищення інсубрської армії відкрило римлянам шлях до Медіолану (Сучасний Мілан ), столиці ворога, яка була завойована після короткої облоги.Таким чином, битва при Кластидії  була прелюдією до римського завоювання Цизальпійської Галлії та стала однією з найвідоміших у римській історії. Марцелл , своєю чергою, отримав від Сенату тріумф.Він став третім та останнім римлянином, який здобув solia opima.
|  | Першим, що присвятив дари такого роду, був Ромул, що вбив Акрона, царя цінинського; другий після нього — Корнелій Косс, який зняв обладунки з тосканця Толумнія, і, нарешті, Марцелл, що вбив Брітомарта, царя галльського, а після Марцелла нікого не було. |